# Шірой коібіто

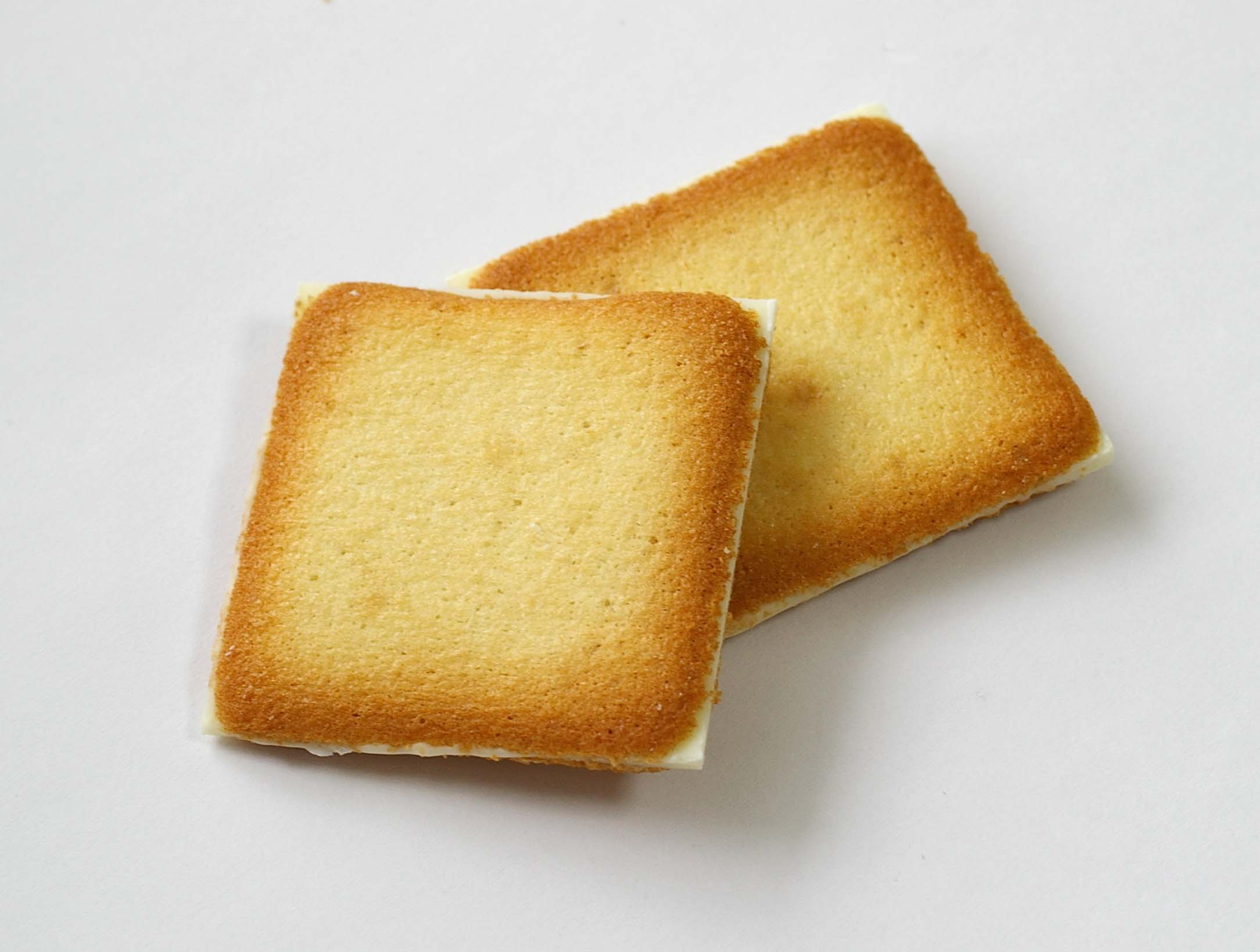
Шірой коібіто

Шірой коібіто (яп. 白い恋人, Білий коханець/кохана) — це печиво європейського зразка, яке виготовляється та продається японським виробником кондитерських виробів Ishiya Co., Ltd. у Саппоро, Хоккайдо. Він складається з шоколаду, затиснутого між langue de chat. Є два основних види: Shiroi Koibito White з білим шоколадом у центрі та Shiroi Koibito Black із молочним шоколадом у центрі. Дизайн упаковки має біло-блакитну основу із зображенням гори Рісірі на острові Рісірі, розташованої в центрі.

## Резюме
Продаж почався в грудні 1976 року. Назва виникла одного дня в грудні, коли засновник повертався додому після катання на лижах і випадково зауважив: «Почався білосніжний закоханий». Це зазначено на звороті коробки. Той факт, що білий колір продукції нагадує засніжені пейзажі Хоккайдо, а також те, що продажі обмежені лише Хоккайдо, принесло успіх, і він набув популярності як сувенір під час відряджень та відпусток.
Наразі щорічні продажі зросли приблизно до двохсот мільйонів одиниць. Шірой коібіто займає друге місце в країні за продажами сувенірів після Akafukumochi (з префектури Міє). Торговий журнал обрав «сувеніри, які представляють XX століття» на основі опитування, і Шірой коібіто посів перше місце, випередивши Karashi Mentaiko на другому місці. У 1986 році він отримав першу премію на Monde Selection.
Також є послуга індивідуального замовлення Шірой коібіто з фотопортретом на ваш вибір на упаковці. Крім того, шоколадний напій Шірой коібіто надійшов у продаж у 1997 році як дочірній продукт.

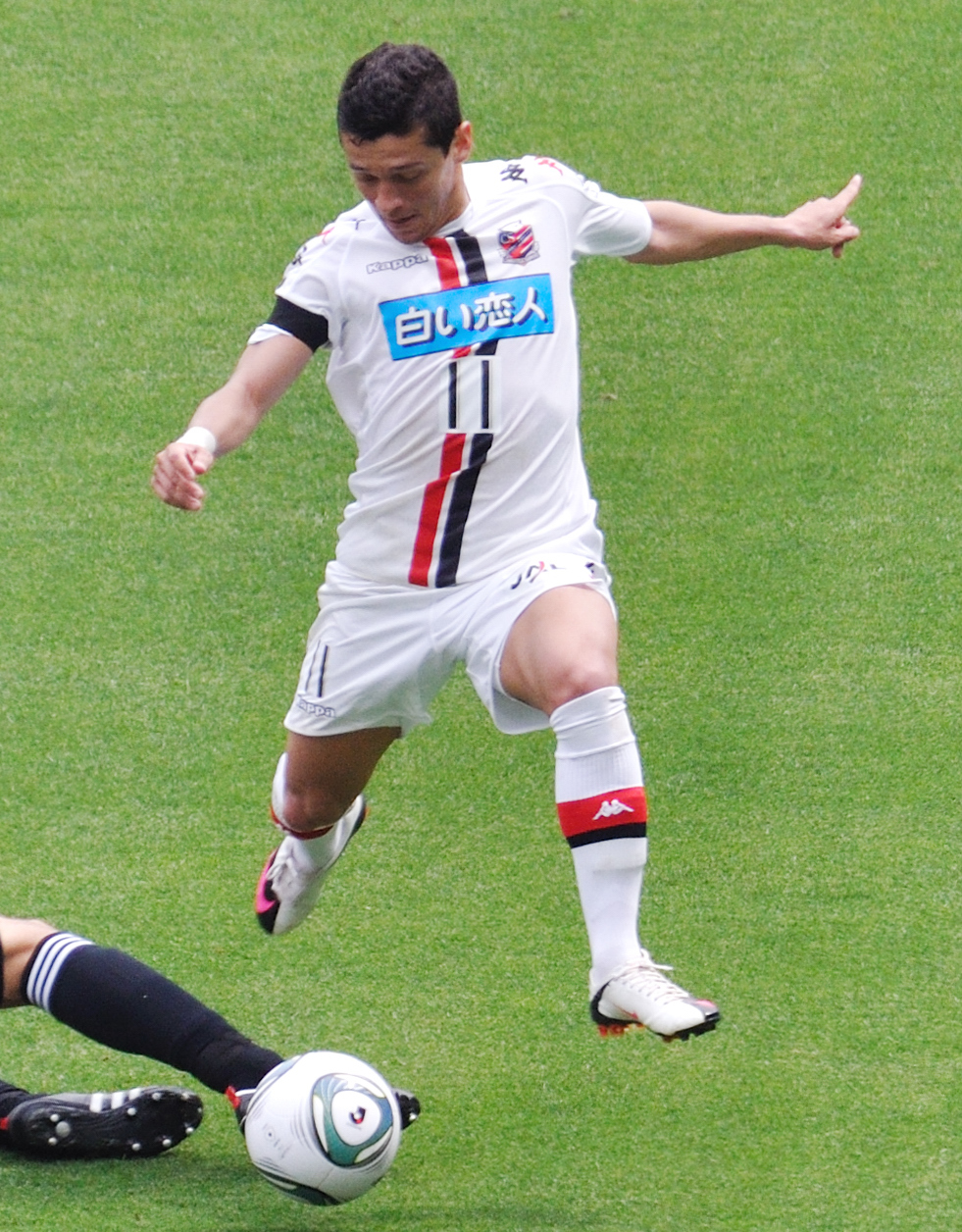
Андрезіньо, який грає за Хоккайдо Консадолє Саппоро, спонсором якого є Шірой коібіто.

Оскільки Ishiya Co. є офіційним спонсором Консадолє Саппоро в J.League, логотип Шірой коібіто відображається на їхній формі.

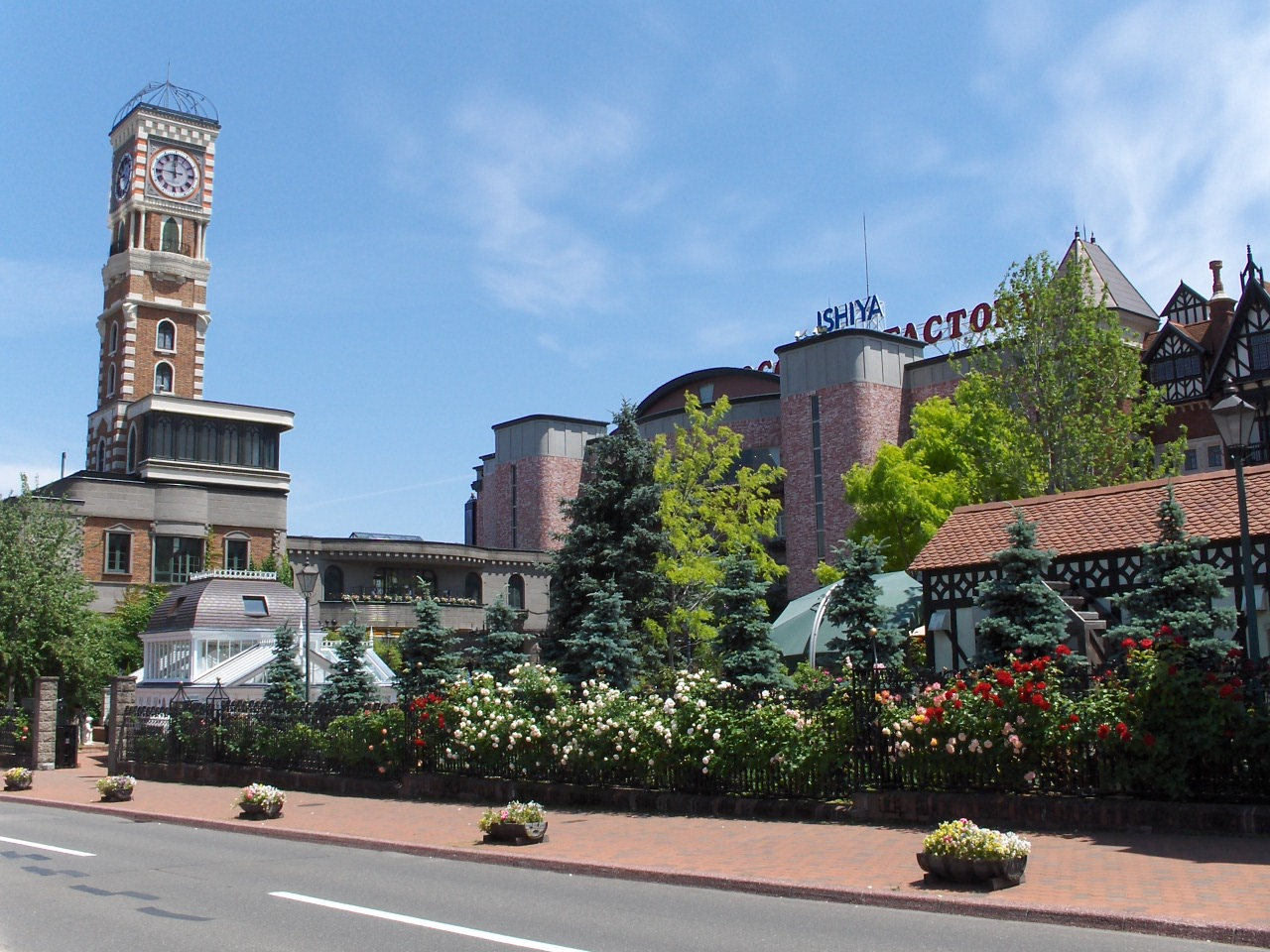
Парк Шірой коібіто.

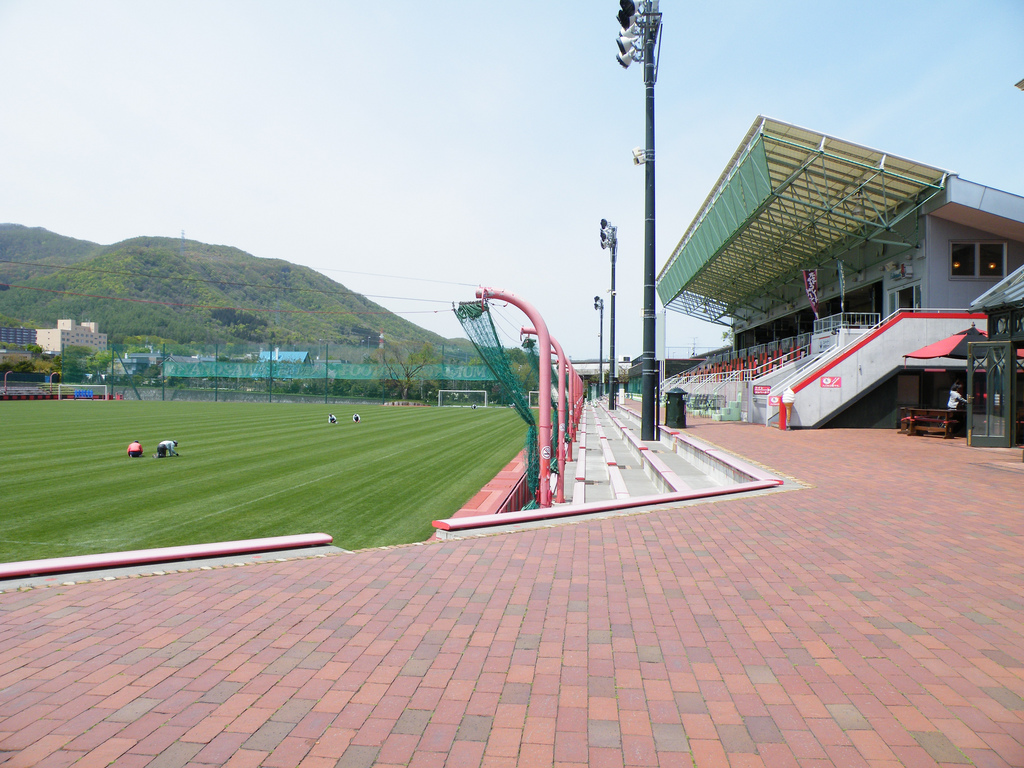
Футбольний стадіон Міяносава Шірой коібіто.

У західному районі міста Саппоро є об'єкт під назвою «Парк Шірой коібіто», де можна побачити виробничу лінію Шірой коібіто, історію шоколаду та твори мистецтва, серед іншого, такі як шоколадна фабрика Ісія, тренувальні майданчики Консадоле Саппоро, відомі як Міяносава Сіроі На футбольному стадіоні Коібіто та в клубі відвідувачі також можуть взяти уроки приготування солодощів у стилі Шірой коібіто. Поблизу колишньої національної дороги 5 на березі річки Хассаму та навколо національної дороги 36 є гігантські рекламні щити на основі зображення уніформи Consadole Sapporo.

### Покарання за фальсифікацію терміну придатності
У серпні 2007 року продажі були призупинені, оскільки частина запасів Шірой коібіто продавалася з підробленим терміном придатності, що порушувало як Закон про гігієну харчових продуктів, так і Закон про стандарти японського сільського господарства.

### Відновлення виробництва та реалізації
22 жовтня 2007 року генеральний директор Shunpei Shimada провів пресконференцію, на якій офіційно оголосив, що виробництво буде відновлено 15 листопада, а продажі відновляться 22 листопада. Після інциденту термін придатності був надрукований на окремих упаковках.
Продажі відновилися в 400 магазинах 22 листопада, але потік шанувальників чекав повернення, і все було повністю розпродане в той же день. Подальший дефіцит запасів тривав, і інші солодощі, виробництво яких Ісія планував відновити, було тимчасово відкладено, щоб впоратися.

### Похідні продукти
Восени 2003 року «Shiroi Roll Cake» надійшов у продаж, спочатку він продавався лише на Хоккайдо Буссантен (ярмарок продуктів харчування та продуктів) і в парку Шірой коібіто, але загальнонаціональний онлайн-продаж почався 3 березня 2011 року.
Крім того, 17 грудня 2009 року стартував продаж баумкухена з білим шоколадом Шірой коібіто, замішаного в тісто Shiroi Baum Tsumugi.

## Позов про порушення прав на торговельну марку
28 листопада 2011 року Ісія подав до суду на Йосімото Коґьо за призупинення продажів на підставі порушення прав на торговельну марку та відповідно до Закону про запобігання недобросовісній конкуренції щодо їхньої імітації продукту «Шірой коібіто» (jp:面白い恋人, букв. «Цікавий коханець») продається з подібною упаковкою та схожою назвою.
13 лютого 2013 року між Ishiya та Yoshimoto Kogyo було досягнуто врегулювання, Yoshimoto Kogyo змінив дизайн упаковки, а продажі були обмежені регіоном Кансай.
Інші продукти, схожі на Шірой коібіто, «Doara no Koibito» (продається Nagatoya Co., Ltd.) і «Nijigen no Koibito» (продається Daito Corporation), серед інших, виробляються та продаються по всій Японії.